# Rudolf Schuster
Rudolf Schuster (Košice, Checoslovaquia (hoy Eslovaquia), 4 de enero de 1934) es un político y escritor eslovaco y el segundo presidente de Eslovaquia entre 1999 y 2004.

## Carrera política
Entre 1964 y 1990, Schuster fue miembro del Partido Comunista de Eslovaquia, rama regional del Partido Comunista de Checoslovaquia. En este periodo fue alcalde de Košice, entre los años 1983 y 1986, y nuevamente, luego de la caída del comunismo, entre los años 1994 y 1999. Schuster fue el último presidente comunista del Consejo Nacional Eslovaco (1989-1990), y fue embajador de Checoslovaquia en Canadá entre 1990 y 1992. En 1999 fue nombrado ciudadano honorario de Miskolc, en reconocimiento a la buena cooperación con la ciudad de Košice durante su administración.
Schuster fundó el Partido del Entendimiento Civil (SOP – Strana občianskeho porozumenia) de centro-izquierda en 1998. Fue elegido presidente de Eslovaquia el 29 de mayo de 1999 y fue inaugurado el 15 de junio. Buscó su reelección en las elecciones de 2004 como independiente, pero solo recibió 7.4% de los votos y terminando en cuarto lugar. Ivan Gašparovič fue su sucesor.

## Vida personal
Schuster habla eslovaco, checo, alemán, ruso, inglés y húngaro en forma fluida. La familia del padre de Schuster es de origen alemán del cárpato, mientras que la familia de su madre es de origen húngaro. Rudolf Schuster estuvo casado con Irena Schusterová (fallecida en 2008) y tiene dos hijos y dos nietos. En su vida privada es un fanático de los deportes, los viajes y la escritura. También es un entusiasta de la fotografía.

## Distinciones
- Caballero gran cruz de la Gran Orden del rey Tomislav ("Por su destacada contribución a la promoción de la amistad y la cooperación para el desarrollo entre la República de Croacia y la República de Eslovaquia." – Zagreb, 2 de octubre de 2001)
- Caballero gran cruz con gran cordón de la Orden al Mérito de la República Italiana (28 de junio de 2002).[4]
- Caballero de la Orden del Águila Blanca (Polonia, 2002)
- Caballero del collar de la Orden de Isabel la Católica.[5]